# ジャパンカップサイクルロードレース2000
ジャパンカップサイクルロードレース2000は、ジャパンカップサイクルロードレースの9回目のレース。2000年10月29日に行われ、マッシモ・コドルが優勝。

## 結果
151.3km
| 順位 | 選手名                   | 国籍     | チーム                     | 時間          |
| ---- | ------------------------ | -------- | -------------------------- | ------------- |
| 1    | マッシモ・コドル         | イタリア | ランプレ                   | 4時間06分52秒 |
| 2    | ガブリエーレ・ミッサリア | イタリア | ランプレ                   | +10秒         |
| 3    | マルコ・セルペッリーニ   | イタリア | ランプレ                   | +1分11秒      |
| 4    | スティーブン・クレイネン | オランダ | ファルムフリッツ           | +4分14秒      |
| 5    | 橋川健                   | 日本     | チームブリヂストンアンカー | +10分07秒     |
| 6    | 田中光輝                 | 日本     | 愛三工業                   | +11分00秒     |
| 7    | 中島康博                 | 日本     | キナン・マルイシ           | +11分31秒     |
| 8    | マッシモ・チガーナ       | イタリア | メルカトーネウノ           | +11分34秒     |
| 9    | ピーテル・ファラゼイン   | ベルギー | コフィディス               | +11分36秒     |
| 10   | 渋谷淳一                 | 日本     | チームブリヂストンアンカー | +11分40秒     |